# Synagoge (Königstein im Taunus)

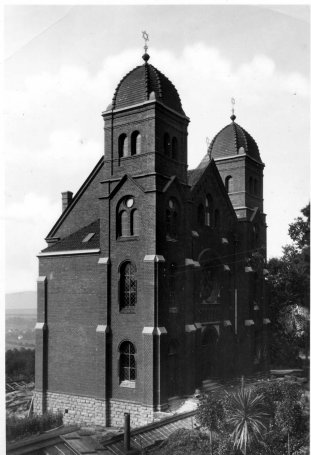
Synagoge Königstein im Taunus 1920

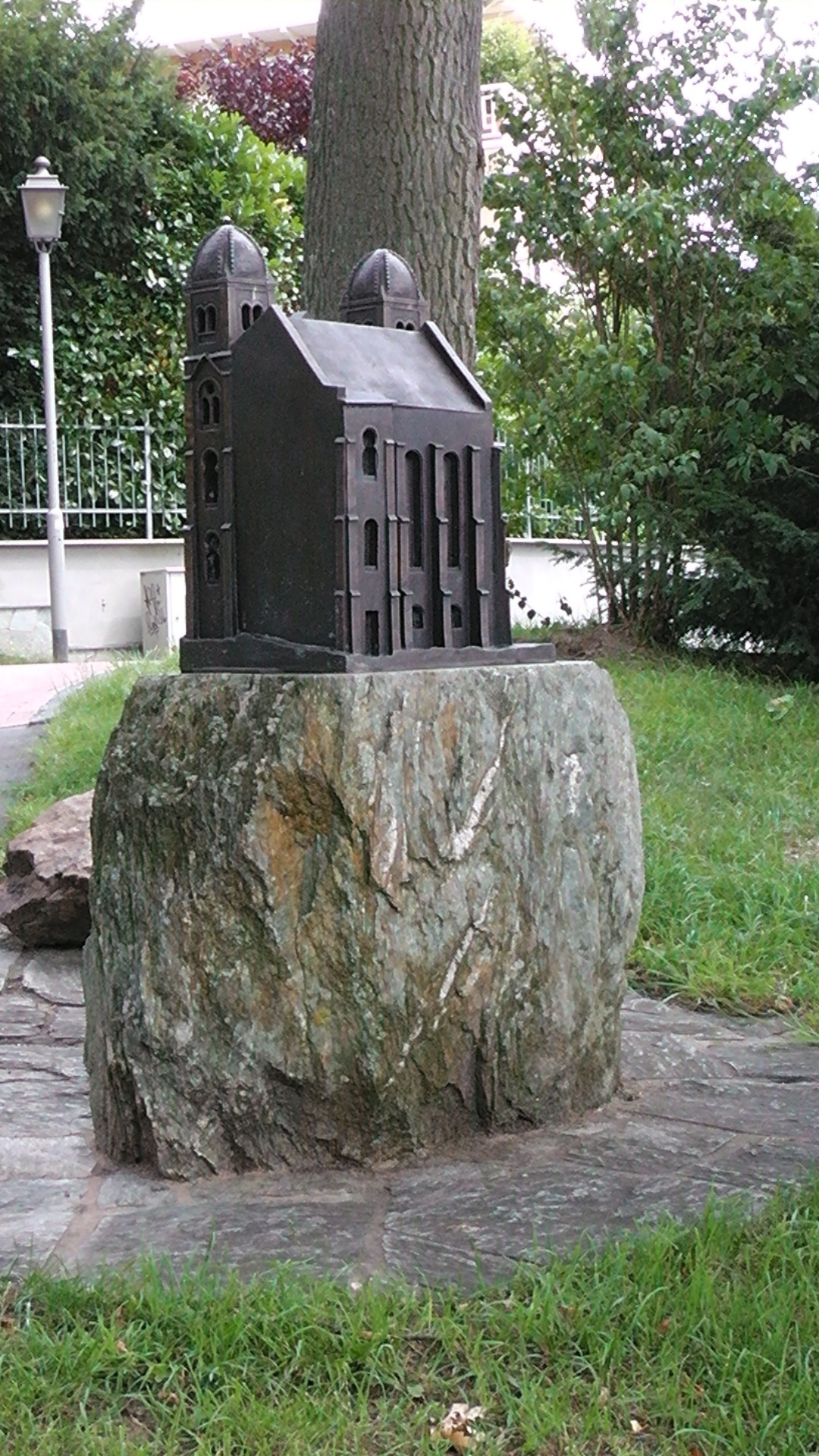
Bronzemodell der Synagoge im Kurpark

Die Synagoge in Königstein im Taunus, einem Kurort im Hochtaunuskreis in Hessen, wurde 1905/06 errichtet. Die Synagoge am Seilerbahnweg 9/11 wurde am 13. September 1906 feierlich eingeweiht.

## Geschichte
Auf Grund einer Stiftung der Baronin Mathilde von Rothschild in Höhe von 50.000 Mark war der Bau möglich, der von dem Architekten Sigmund Münchhausen aus Köln errichtet wurde. Auch die Synagoge in Osnabrück wurde von Sigmund Münchhausen entworfen. Der zweitürmige Ziegelbau mit hohem, hellem Innenraum hatte 72 Männer- und 34 Frauenplätze. Die Ausführung des Baus lag in den Händen des Königsteiner Architekten Jakob Ohlenschläger. Im Untergeschoss der Synagoge wurde eine Mikwe eingerichtet. 
Beim Novemberpogrom 1938 wurde die Inneneinrichtung der Synagoge zerschlagen und danach das Gebäude niedergebrannt. Die Brandruine wurde 1939 gesprengt. Erhalten blieben die Umfassungsmauern der unteren Stockwerke. Nach 1945 wurde unter Einbeziehung der erhaltenen Umfassungsmauern ein Wohnhaus auf dem Grundstück errichtet. 

## Gedenken
Im Jahr 1978 wurde eine Gedenktafel gegenüber dem Synagogenstandort angebracht mit der Inschrift: „Hier stand ab 1906 eine Synagoge, zerstört am 9. 11. 1938. Zum Gedächtnis an die damals verfolgten jüdischen Mitbürger gestiftet von Christen beider Konfessionen und Bürgern von Königstein 1978“. 
Da sich der Standort der Gedenktafel für Gedenkstunden als ungünstig erwies, wurde 1996 im Kurpark, mit Blick auf das Synagogengrundstück, ein Bronzemodell der Synagoge aufgestellt. Hier findet jährlich im November eine Gedenkstunde zur Erinnerung an die Geschichte und das Schicksal der jüdischen Einwohner Königsteins statt.